# 池田三男
池田 三男（いけだ みつお、1935年（昭和10年）10月14日 - 2002年（平成14年）9月12日）は、日本の北海道留萌支庁増毛郡増毛町出身のレスリング選手。メルボルンオリンピック金メダリスト。

## 略歴
北海道増毛高等学校-中央大学を通じてプロ野球に進んだ桂本和夫とともに全国優勝を経験、増毛高-中大のラインは松江喜久弥の時代から始まり、中大黄金時代の屋台骨となった。
2002年9月12日、67歳で死去した。

## 国際大会での成績
中央大学4年の時にメルボルンオリンピックで優勝、エースの桂本は5位入賞となった。
中大卒業後の世界選手権でも入賞、桂本は銅メダルを取った。
二人は幼なじみで良きライバルとして互いに強く意識していた。

## 国内での成績
- 1953年＝優勝（ウェルター級）
- 1954年＝優勝（ミドル級）
- 1955年＝優勝（フリー・ウェルター級）
- 1956年＝優勝（フリー・ウェルター級）